# Martin Wormskjöld
Morten Wormskjöld, también Martin Wormskjöld (Frederiksberg, 16 de enero de 1783 - Gaunø, 22 de noviembre de 1845) fue un comisario político, algólogo, micólogo y botánico danés.
Wormskjöld realizó extensas expediciones entre 1812 a 1815 a Groenlandia. Y en 1816 colabora en la expedición de Otto von Kotzebue permaneciendo dos años en la Península de Kamchatka. Wormskjöld traerá innumerables especímenes vegetales de ese viaje.

## Honores
- Orden de Dannebrog[1]

### Eponimia
Género
- (Turneraceae) Wormskioldia Thonn.[2]

Especies
- (Brassicaceae) Draba wormskioldii Fisch. ex Spreng.[3]

- (Cyperaceae) Carex wormskioldiana Hornem.[4]

- (Cyperaceae) Physiglochis wormskioldii (Drejer) Raf.[5]

- (Fabaceae) Lupinaster wormskioldii C.Presl[6]

- (Lythraceae) Ammannia wormskioldii Fisch. & C.A.Mey.[7]

- (Saxifragaceae) Saxifraga wormskioldii Fisch. ex DC.[8]

- (Scrophulariaceae) Veronica wormskjoldii Roem. & Schult.[9]

- La abreviatura «Wormsk.» se emplea para indicar a Martin Wormskjöld como autoridad en la descripción y clasificación científica de los vegetales.[10]

## Fuente
- Robert Zander, Fritz Encke, A.F.Günther Buchheim, Siegmund G. Seybold (eds.) Handwörterbuch der Pflanzennamen. 13.ª ed. Ulmer Verlag, Stuttgart 1984, ISBN 3-8001-5042-5